# 雨果·凡·德·古斯

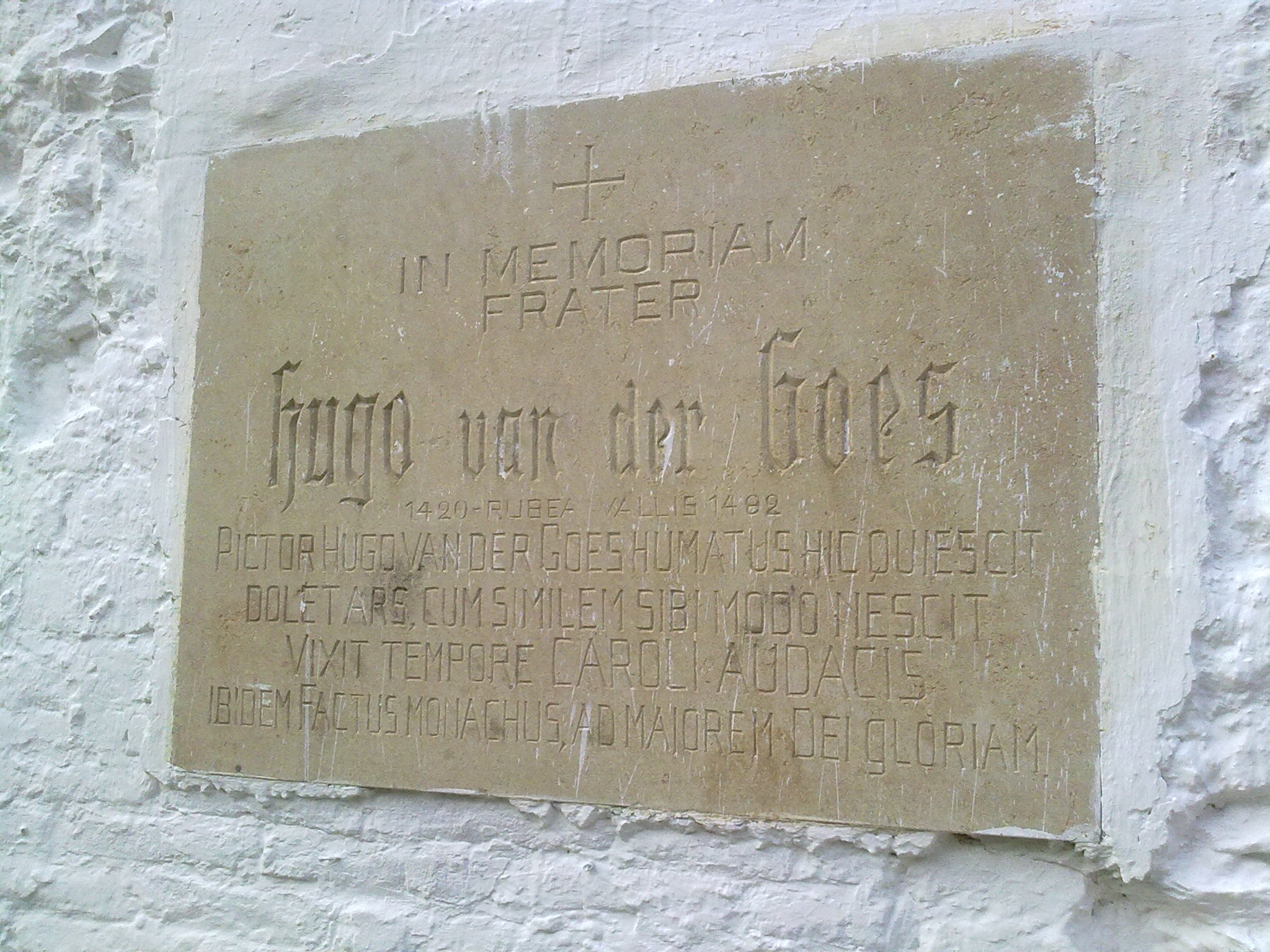
Rood Klooster修道院中凡·德·古斯的紀念碑

雨果·凡·德·古斯（Hugo van der Goes，約1430/1440 – 1482年）是一位生活於15世紀的佛蘭德畫家，是重要的早期尼德蘭畫家之一。他的很多作品都留存了下來，其最著名的作品是現藏於烏菲茲美術館的波尔蒂纳里祭坛画。
雨果·凡·德·古斯出生於根特附近，1467年成為根特畫家協會的成員，並被尊為當時的繪畫大師之一。後來在勇士查理和約克的瑪麗的婚禮上為布魯日城進行裝飾。後來又多次負責為查理的迎駕劇進行裝飾工作。1478年左右進入布魯塞爾附近的一所修道院做了修道士，但仍然進行美術創作直至1482年去世。

## 作品

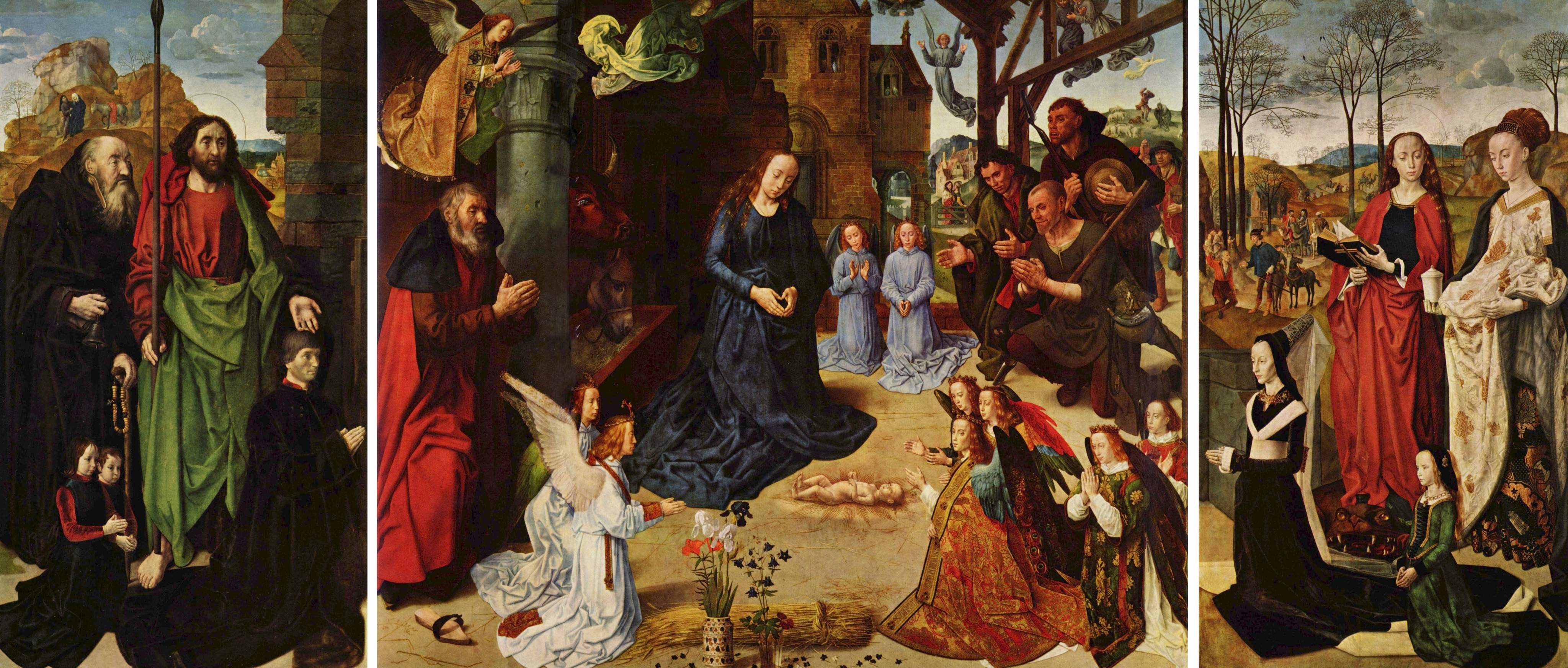
波尔蒂纳里祭坛画，c. 1475.

## 外部連結
- Artcyclopedia: Hugo van der Goes （页面存档备份，存于）
- Gerard David: purity of vision in an age of transition （页面存档备份，存于）, an exhibition catalog from The Metropolitan Museum of Art (fully available online as PDF), which contains material on Hugo van der Goes (see index)